# Simulium trirugosum
Simulium trirugosum är en tvåvingeart som beskrevs av Davies och Gyorkos 1988. Simulium trirugosum ingår i släktet Simulium och familjen knott.
Artens utbredningsområde är Sri Lanka. Inga underarter finns listade i Catalogue of Life.